# Protounguicularia
```

```

Protounguicularia Raitv. & R. Galán – rodzaj workowców z rodziny przeźroczkowatych (Hyaloscyphaceae).

## Systematyka i nazewnictwo
Pozycja w klasyfikacji według Index Fungorum
Hyaloscyphaceae, Helotiales, Leotiomycetidae, Leotiomycetes, Pezizomycotina, Ascomycota, Fungi.
Gatunki
- Protounguicularia barbata (Velen.) Huhtinen 1987
- Protounguicularia brevicapitata Raitv. & R. Galán 1986
- Protounguicularia fasciculata (Etayo) Etayo 2010
- Protounguicularia hispidula (Etayo) Etayo 2017
- Protounguicularia nephromatis (Zhurb. & Zavarzin) Huhtinen, D. Hawksw. & Ihlen 2008 Hyaloscyphaceae
- Protounguicularia transiens (Höhn.) Hutinen 2008
- Protounguicularia usneae Etayo 2017
- Protounguicularia vandae (Velen.) Svrček 1992

Nazwy naukowe i wykaz gatunków na podstawie Index Fungorum.
W Polsce występuje Protounguicularia transiens.